# عج إب
عج إب، هو اسم حورس لفرعون مصري من العصر المبكر الذي حكم خلال الأسرة الأولي. ذكره المؤرخ المصري مانيتو باسم ميبيدوس "Miebîdós" وارجح فترة حكمه لـ 26 عاما.

## مصادر اسمه

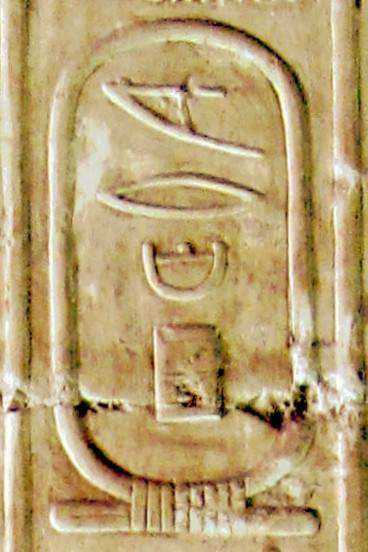
خرطوشة تحمل اسم مربي با من قائمة أبيدوس للملوك

## معرض صور

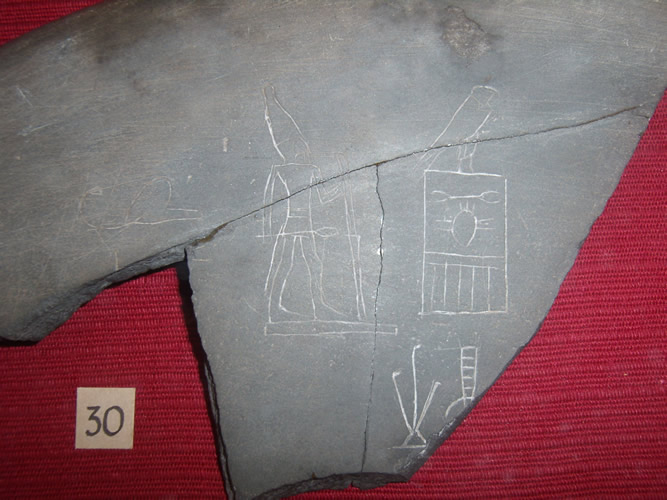
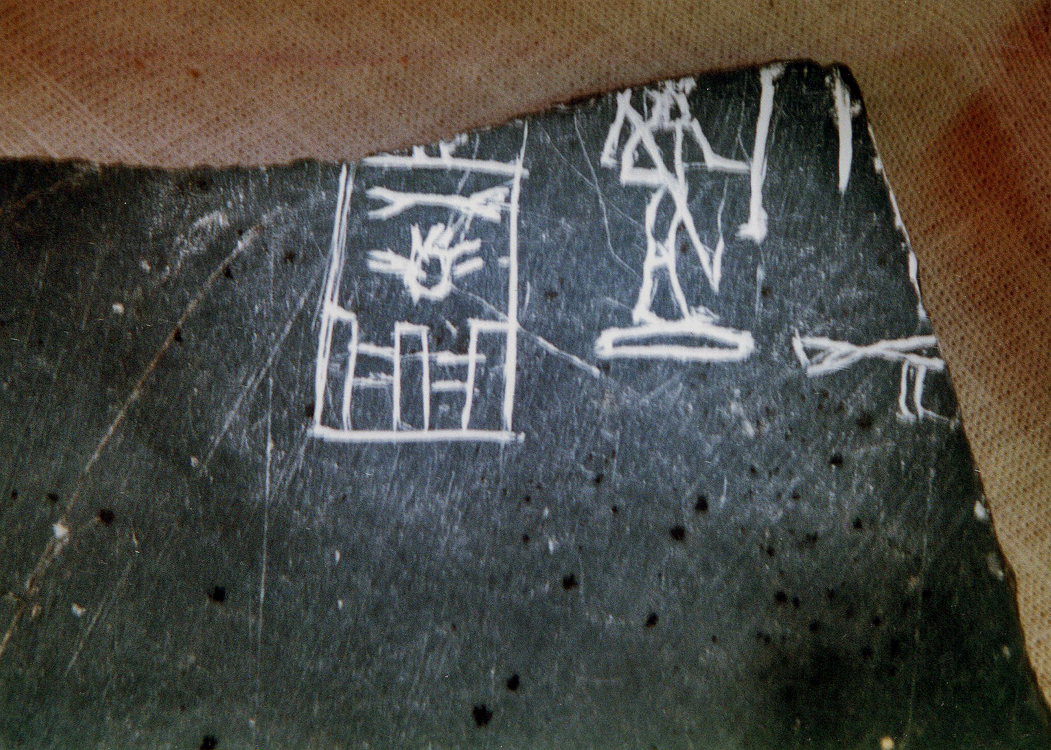